# Miodrag Savić
Miodrag R. Savić, cyr. Миодраг Р. Савић (ur. 6 kwietnia 1977 w Banovići) – serbski szachista, arcymistrz od 2003 roku.

## Kariera szachowa
W 1996 r. reprezentował Jugosławię na Europy juniorów do 20 lat, natomiast w 1996 i 1997 r. – na mistrzostwach świata w tej samej grupie wiekowej, za każdym razem dzieląc miejsca w połowie drugiej dziesiątki. W 2002 r. zdobył w Leskovacu tytuł mistrza Republiki Serbskiej.
Normy na tytuł arcymistrza wypełnił w latach 1999 (drużynowe mistrzostwa Jugosławii), 2002 (Obrenovac, międzynarodowe mistrzostwa Belgradu – I m.) oraz 2003 (Bar, turniej Sozina 2003 – dz. II m. za Branko Damljanoviciem, wspólnie z Dmitrijem Swietuszkinem i Robert Markusem).
Wielokrotnie startował w turniejach międzynarodowych, zwyciężając bądź dzieląc I miejsca m.in. w:
- Trebinju (2001),
- Novim Bečeju (2003),
- Puli (2004, wspólnie z m.in. Ognjenem Cvitanem, Robertem Zelciciem, Michele Godeną, Nenadem Šulavą i Bojanem Kurajicą)[3],
- Igalo (2005, wspólnie z Branko Damljanoviciem),
- Zenicy (2005, wspólnie z Emirem Dizdareviciem, Ibro Šariciem i Suatem Atalıkiem),
- Bošnjaci (2005, wspólnie z m.in. Ivanem Leventiciem, Nikolą Sedlakiem i Hrvoje Steviciem),
- Sencie – czterokrotnie I m. (2005, 2007, 2008, 2009),
- Belgradzie (2006, wspólnie z Dusanem Rajkoviciem, Igorem Miladinoviciem, Danilo Milanoviciem i Zwonko Stanojoskim),
- Županji (2009, wspólnie z Robert Markusem)

Najwyższy ranking w dotychczasowej karierze osiągnął 1 września 2009 r., z wynikiem 2545 punktów zajmował wówczas 14. miejsce wśród serbskich szachistów.